# 대선거구
대선거구(大選擧區)은 소선거구에 상대되는 개념 의원을 선출하는 단위인 지구를 선거구라 하는데, 대선거구는 한선거구에서 2인 이상 다수를 선출하는 제도를 뜻하는 것으로 소수대표제나 비례대표제와 결부된다.

## 장점
- 가능한 사표를 적게 하며, 소수대표를 가능하게 하여 비례대표제의 이상을 실천할 수 있다.
- 소선거구제에 있어서와 같은 선거간섭·정실·매수 등에 의한 부정투표를 제거할 수 있다.
- 인물선택의 범위가 확대되어 자질 있는 대표를 선정할 가능성이 많아진다.

## 단점
- 소정당의 출현을 촉진하여 정국의 불안정을 초래할 수 있으며, 선거비용이 많이 든다.
- 보궐선거와 재선거가 행하여지기 어려운 점 등이 있다.